# 乾絵美

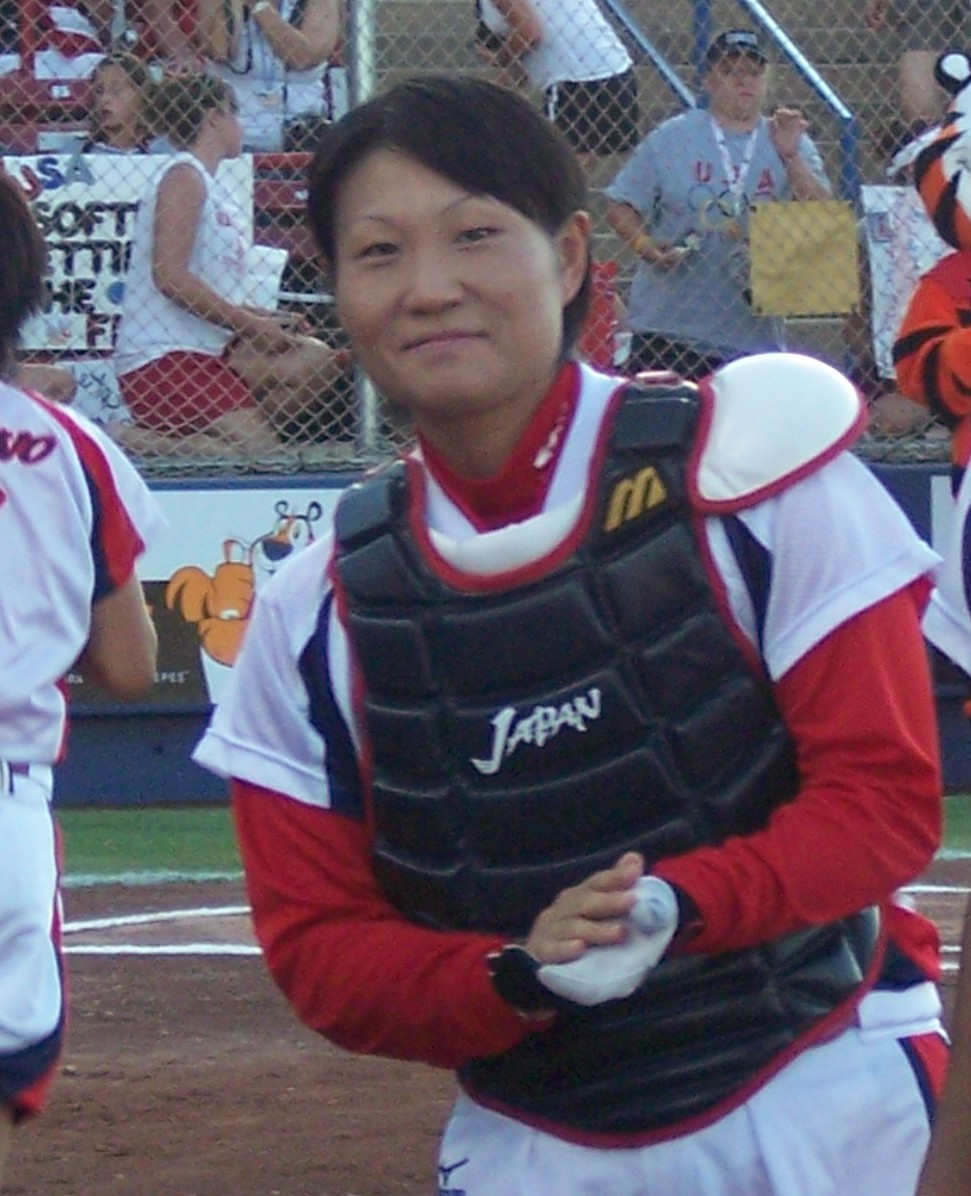
USAワールドカップにて (2006年)

乾 絵美（いぬい えみ、1983年10月26日 - ）は、兵庫県加古川市出身の女子ソフトボール選手（捕手）。元ソフトボール日本代表。現役引退後の2020年から、女性およびトップレベルのソフトボール経験者としては日本プロ野球（NPB）で初めてのスカウトを、オリックス・バファローズで務めている。

## 経歴
神戸常盤女子高等学校を経て東海学園大学へ進学していたが、19歳の時に、家庭の事情で大学を中退。東海学園大学女子ソフトボール部の監督を通じて、「日本国内女子ソフトボール界の強豪」とされるルネサステクノロジ高崎（ルネサス高崎）への入部を願い出たところ、入部を認められた。学生時代はソフトボールで顕著な実績を残していなかったものの、「上野由岐子（自身より1歳年上の投手）が投じる剛速球を受けられるほどの捕手が足りていない」というチーム事情を背景に入部したため、ルネサスが加盟していた日本女子ソフトボールリーグでは入部1年目の開幕戦から上野とバッテリーを組んだ。
さらに、ルネサス高崎で上野とバッテリーを組み続けたことが高く評価されて、オリンピックのソフトボール競技にも日本代表チームの一員として2004年のアテネ大会・2008年の北京大会へ上野と共に出場。アテネ大会では、控え捕手ながら銅メダルを獲得した。北京大会では正捕手として、上野とのバッテリーで代表チームの金メダル獲得に貢献。長年の宿敵であるアメリカ代表チームを決勝で下した瞬間には、ベンチからマウンドへ真っ先に駆け寄ると、完投勝利を挙げた上野を肩車で担ぎ上げた。日本代表チームの優勝を伝える日本国内の報道では、このシーンを収めた写真が大きく取り上げらた。
北京オリンピック終了後の2008年秋には、日本代表チームの一員として、日本政府から紫綬褒章を授与。さらに、この年からルネサス高崎で主将を任されると、チームを（日本女子ソフトボールリーグ・全日本総合女子ソフトボール選手権大会を含む）「国内三冠」に導いた。当初は2008年シーズンをもって現役を退くことを決めていたが、ルネサス側からの慰留を受けたことをきっかけに翻意。「今までは自分のためにプレーへ臨んでいたが、最後は会社やチームのためにプレーをやり切ろう」との想いを持ちながら、翌2009年シーズンも現役生活と主将を続けた。結局、この年もチームが「国内三冠」を達成したことから、シーズンの終了後に現役を引退。本人は後に、「技術だけで（ソフトボールを）やってきた選手ではない（ことを自覚している）ので、（ソフトボールを）辞めてからのことは何も考えておらず、『（ソフトボール）チームや学校の（ソフトボール部の）指導者になる』というイメージも持てなかった」と述懐している。
その一方で、オリックス・バファローズでは2010年から、小学生向けの野球教室（オリックス・ベースボール・アカデミー）を運営することを計画。運営の開始に際して「野球かソフトボール経験のある女性のスタッフ」を探していたことから、「（アカデミーの拠点を設ける）兵庫県の出身で、ソフトボールのオリンピック金メダリスト」という乾に白羽の矢を立てた。「祖母が大窪寺（香川県）の門前で営んでいる民宿を、当面の間手伝うことを検討していた」という乾もこの打診を受諾したため、翌2010年にオリックス・バファローズの球団職員へ採用。2019年までは、地域振興部に所属しながら、「オリックス・ベースボール・アカデミー」のコーチとして来田涼斗・野口智哉・池田陵真といった小学生を指導していた。
オリックス・バファローズでは、2020年1月1日付で、球団編成部のアマチュアスカウト（関西地区・静岡県担当）へ異動。本人によれば、「『（前年まで10年間続けてきた）地域振興部での仕事に区切りを付けよう』と思っていた最中に、編成部の副部長から『（ソフトボールの選手として）世界（大会）で感じたことや、（アカデミーコーチ時代までに）経験したことを、今後はスカウトの立場で生かして欲しい』と急に言われたので愕然とした」とのことだが、「（ソフトボール選手時代の恩師に当たる）宇津木妙子と宇津木麗華に相談したところ、『（スカウトを）やってみたら!』という一言で背中を押された。ただ、いずれは（前述した）民宿の経営を祖母から引き継ぎたい」という。
アマチュアスカウトへ就任してからは、選手を視察する際に、「野球道具の扱い方」や「試合中の雰囲気（打席に入るときの目つき、相手に向かっていく姿勢、マウンドでの立ち居振る舞い、ベンチにいる時の姿や表情など）」を重視。関西地区と静岡県を担当していた時期には、2020年の来田を皮切りに、野口と池田をトップチーム（オリックス・バファローズ）への入団に導いた。2022年から、（香川県を含む）中国・四国地区の担当へ異動。2024年シーズンには、英明高等学校（香川県内の私立高校）に在学していた寿賀弘都を育成選手契約で入団させている。